# Ana Lamy
Ana Lamy (1970) es una presentadora de televisión y locutora de radio portuguesa.
Después de finalizar el curso de capacitación para periodistas en Cenjor, realizó una pasantía de tres meses en la Rádio Renascença. Continuó después en el sector de la información en la Rádio Comercial.
A resultas de una invitación de Luis Montez se trasladó al programa de mañana "Comercial" con Pedro Ribeiro, Nuno Markl, y José Carlos Malato. Con Vanda Miranda y José Carlos Malato, presentaba el programa "Always On Top". Y más tarde, surge la invitación para irse a las mañanas de Antena 3.

## Programas de TV
- TMN Videoclip 99 (SIC)
- Sketches do Milénio (SIC)
- Errar é Humano (TVI)
- Top+, na RTP1 con José Carlos Malato[4]